# Pastriz
Pastriz ist der Hauptort und eine Gemeinde (municipio) mit 1.305 Einwohnern (Stand: 2024) in der spanischen Provinz Saragossa der Autonomen Gemeinschaft Aragonien. Zur Gemeinde gehört neben dem Hauptort noch die Domäne La Alfranca.

## Lage und Klima
Pastriz liegt etwa neun Kilometer (Luftlinie) südöstlich des Stadtzentrums der Provinzhauptstadt Saragossa in einer Höhe von ca. 185 m am Ebro. Das Klima ist gemäßigt; Regen (ca. 390 mm/Jahr) fällt mit Ausnahme der eher trockenen Sommermonate übers Jahr verteilt.

## Bevölkerungsentwicklung
| 1900 | 1910 | 1920 | 1930 | 1940 | 1950 | 1960 | 1970 | 1981 | 1991 | 2001 | 2011 | 2021 |
| ---- | ---- | ---- | ---- | ---- | ---- | ---- | ---- | ---- | ---- | ---- | ---- | ---- |
| 706  | 771  | 827  | 872  | 782  | 822  | 922  | 841  | 765  | 752  | 1072 | 1351 | 1294 |

## Sehenswürdigkeiten
- Petruskirche aus dem 16. Jahrhundert, dessen Turm ein außergewöhnliches Beispiel der Mudéjar-Architektur ist
- Kapelle Santa Ana
- Herrenhaus des Barons von La Guía Real
- Herrenhaus von La Alfranca

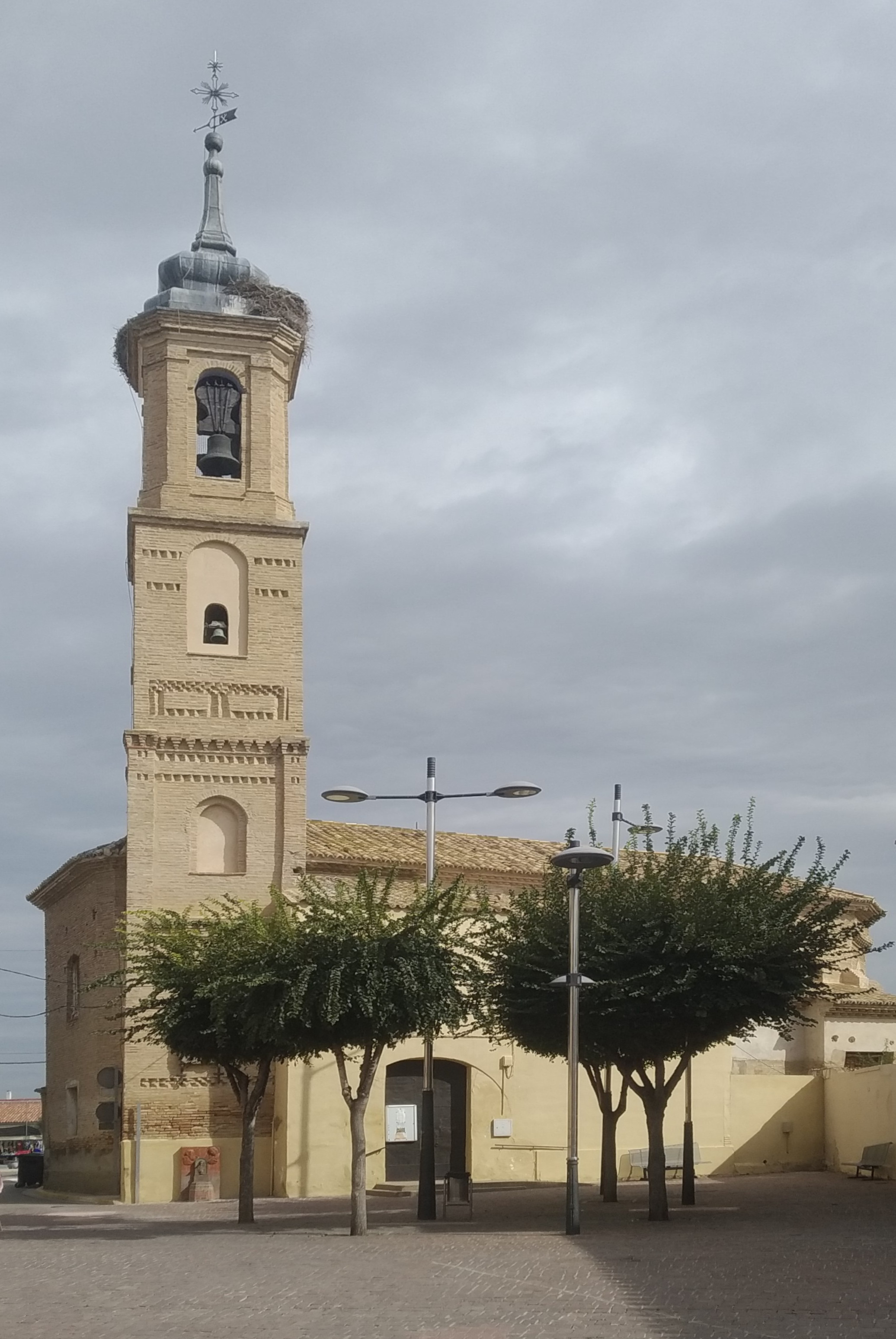
Petruskirche
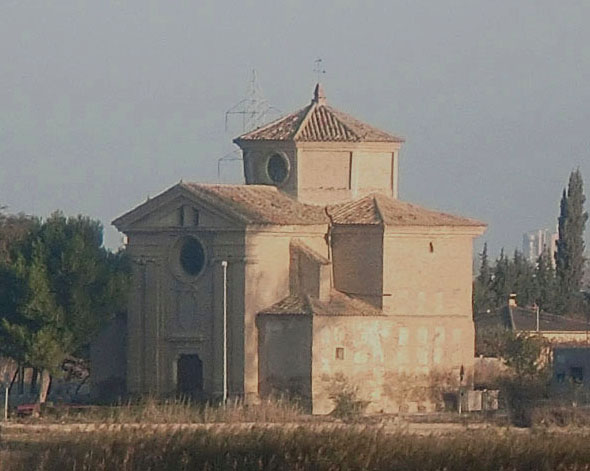
Kapelle Santa Ana
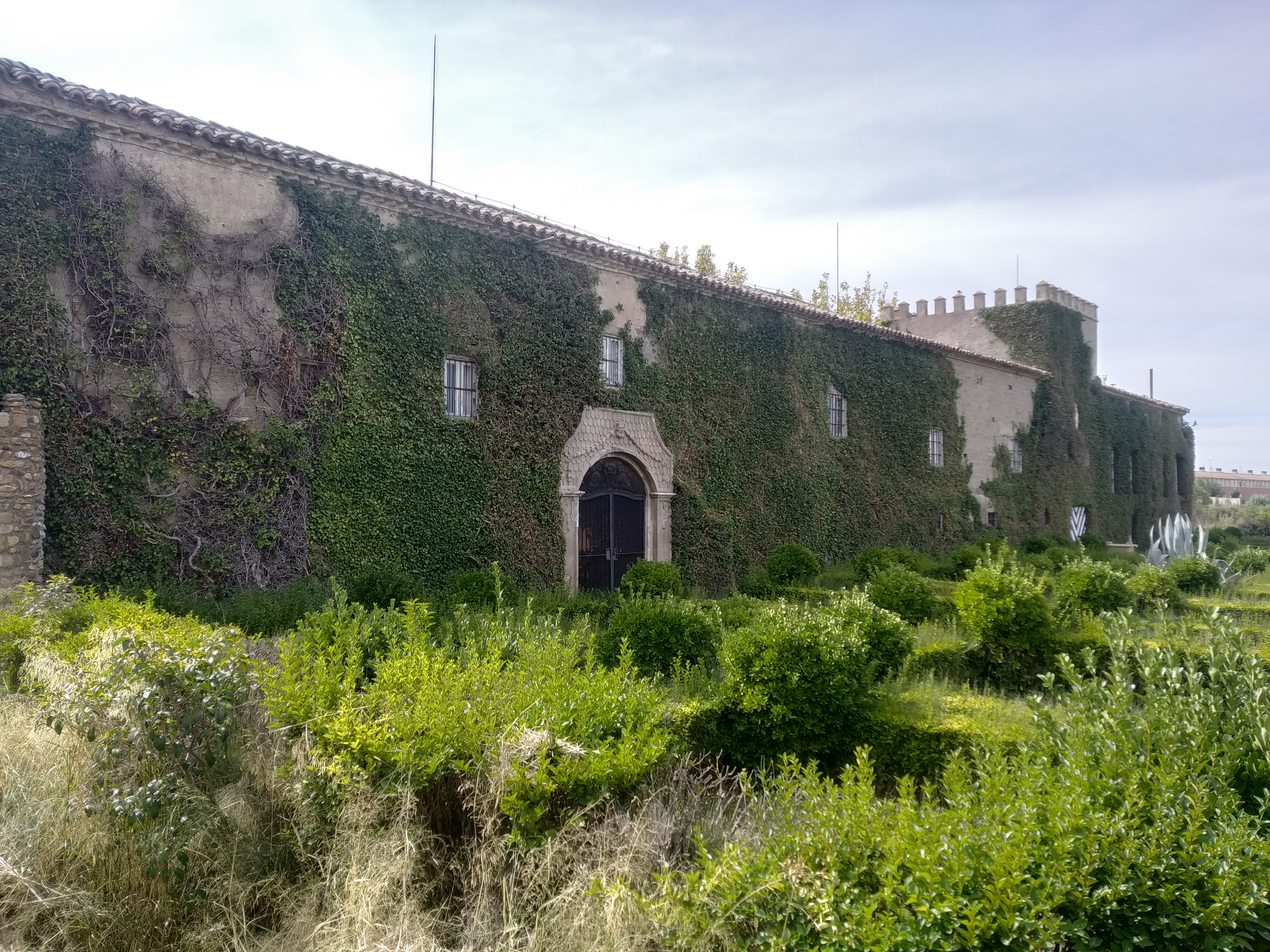
Herrenhaus des Barons von La Guía Real